# Zyprischer Fußballpokal 1948/49
Der Zyprische Fußballpokal 1948/49 war die zwölfte Austragung des zyprischen Pokalwettbewerbs. Er wurde vom zyprischen Fußballverband ausgetragen. Das Finale fand zunächst am 3. April 1949 im GSP-Stadion von Nikosia statt, musste aber aufgrund von Ausschreitungen am 19. Juni 1949 an gleicher Stelle wiederholt werden.
Pokalsieger wurde Anorthosis Famagusta. Das Team setzte sich im Finale gegen APOEL Nikosia durch. 
Alle Begegnungen wurden in einem Spiel ausgetragen. Bei unentschiedenem Ausgang wurde das Spiel um zweimal 15 Minuten verlängert. Stand danach kein Sieger fest, folgte ein Wiederholungsspiel auf des Gegners Platz.

## Teilnehmer
| First Division (8)                                                 | First Division (8)                                                           |
| ------------------------------------------------------------------ | ---------------------------------------------------------------------------- |
| - Anorthosis Famagusta - EPA Larnaka - AEL Limassol - AYMA Nikosia | - APOEL Nikosia - Olympiakos Nikosia - Lefkoşa Türk SK - Pezoporikos Larnaka |

## Viertelfinale
Die Spiele fanden am 13. März 1949 statt.
|                      | Ergebnis |                     |
| -------------------- | -------- | ------------------- |
| AEL Limassol         | 4:1      | AYMA Nikosia        |
| Anorthosis Famagusta | 3:0      | Pezoporikos Larnaka |
| APOEL Nikosia        | 3:0      | Olympiakos Nikosia  |
| EPA Larnaka          | 1:5      | Lefkoşa Türk SK     |

## Halbfinale
|                      | Ergebnis |                 |
| -------------------- | -------- | --------------- |
| Anorthosis Famagusta | 5:0      | Lefkoşa Türk SK |
| APOEL Nikosia        | 3:2      | AEL Limassol    |

## Finale
Das ursprüngliche Finale fand am 3. April 1949 im GSP-Stadion von Nikosia statt. Während APOEL mit 3:2 führte, kam es zu Auseinandersetzungen zwischen den Spielern beider Mannschaften, die auch auf die Zuschauer übergriffen. Das Spiel wurde in der 87. Minute abgebrochen. Der zyprische Fußballverband beschloss, das Spiel am 19. Juni 1949 an gleicher Stelle zu wiederholen.
| Paarung              | Anorthosis Famagusta – APOEL Nikosia |
| Ergebnis             | 3:0 (1:0) |
| Datum                | 19. Juni 1949 |
| Stadion              | GSP-Stadion, Nikosia |
| Schiedsrichter       | Giorgos Rossos |
| Tore                 | 1:0 Frixos Thalassetis (33.) 2:0 Tzortzis Avetisian (75.) 3:0 Andreas Stilianides (84., Elfmeter) |
| Anorthosis Famagusta | Kostas Chatzigeorgiou „Kotsios“ – Ksanthos Sarris, Raphael Raphael – Andreas Lazarides, Aristos Raphael, Fikret Achmet – Tzortzis Avetisian, Kostakis Antoniades, Andreas Stilianides, Ali Achmet, Frixos Thalassetis                                 |
| APOEL Nikosia        | Lellos Geogriades – Takis Tsiges, Takis Aristeidou – Andreas Papapetrou „Papas“, Andreas Pavlou „Keremezos“, Pampos Avraamides – Erodotos Georgiades, Takis Sokratous „Zetas“, Likourgos Archontides, Andreas Stavrinides „Siantris“, Kostas Pithkias |